# Wildomar
Wildomar ist eine Stadt im Riverside County im US-Bundesstaat Kalifornien. Das U.S. Census Bureau hat bei der Volkszählung 2020 eine Einwohnerzahl von 36.875 ermittelt. Wildomar hat eine Fläche von 61,351 km². Seit dem 1. Juli 2008 ist sie politisch eine City, dabei ist der ehemalige Census-designated place Sedco Hills nach Wildomar eingemeindet worden. 

## Geographie
Wildomar liegt im Westen des Riverside Countys in Kalifornien, USA. Im Norden und Nordwesten grenzt die Stadt an Lake Elsinore, im Osten an Menifee und im Südosten und Süden an Murrieta. Im Südwesten schließt sich gemeindefreies Gebiet an.
Auch wenn sich in Wildomars Stadtgebiet kein einziges Gewässer befindet, liegen jeweils in der Nähe der Stadtgrenze im Westen der Lake Elsinore und im Norden der Canyon Lake.
Die örtliche Naturlandschaft umfasst viele verschiedene einheimische Pflanzen. Die Hügel sind mit Coastal Sage Scrub, einer Form des Buschlands, sowie Gewächsen des Chaparral bedeckt; besonders häufig ist der Kalifornische Mohn. Die Kalifornische Platane wächst in feuchten Gebieten und bietet Farnen und Moosen Schatten.
Quer durch die Stadt führt mit der Interstate 15 eine bedeutende Nord-Süd-Verbindung in den USA.
Wildomars Einwohnerzahl beträgt 32.176 (Stand: 2010), das Stadtgebiet erstreckt sich auf einer Fläche von 61,351 km², die komplett aus Land besteht.

### Klima
Wildomars Klima ist mediterran. Am wärmsten wird es meist im August, am kältesten im Dezember. Im Dezember fällt zudem am meisten Regen.
|                        | Jan  | Feb  | Mär  | Apr  | Mai  | Jun  | Jul  | Aug  | Sep  | Okt  | Nov  | Dez   |   |       |
| Mittl. Temperatur (°C) | 10,6 | 10,4 | 13,4 | 15,6 | 18,5 | 21,3 | 24,6 | 26,1 | 24,0 | 18,5 | 13,5 | 10,0  | ⌀ | 17,2  |
| Mittl. Tagesmax. (°C)  | 20,7 | 19,6 | 23,0 | 25,1 | 28,4 | 32,5 | 35,6 | 37,7 | 36,0 | 28,6 | 23,8 | 18,7  | ⌀ | 27,5  |
| Mittl. Tagesmin. (°C)  | 3,2  | 3,2  | 5,9  | 7,9  | 10,4 | 12,6 | 16,4 | 17,0 | 14,9 | 10,8 | 5,9  | 3,7   | ⌀ | 9,4   |
|                        |      |      |      |      |      |      |      |      |      |      |      |       |   |       |
| Niederschlag (mm)      | 45,0 | 63,0 | 27,3 | 11,6 | 3,8  | 0,1  | 1,3  | 0,5  | 0,7  | 5,7  | 21,5 | 106,0 | Σ | 286,5 |

| 3,2 |

| 3,2 |

| 5,9 |

| 7,9 |

| 10,4 |

| 12,6 |

| 16,4 |

| 17,0 |

| 14,9 |

| 10,8 |

| 5,9 |

| 3,7 |

| 3,2 |

| 3,2 |

| 5,9 |

| 7,9 |

| 10,4 |

| 12,6 |

| 16,4 |

| 17,0 |

| 14,9 |

| 10,8 |

| 5,9 |

| 3,7 |

## Geschichte
Im Oktober 1880 baute die Atchison, Topeka and Santa Fe Railway eine Eisenbahnstrecke von San Diego nach Barstow, die am Lake Elsinore vorbeiführte. Das Material für den Schienenbau wurde aus Antwerpen, die Lokomotiven von der amerikanischen Ostküste angeliefert. Am 14. August 1882 war die Verbindung bereits bis nach Colton fertiggestellt. Die neue Strecke wurde als California Southern Railroad bekannt. Sie sorgte dafür, dass sich die damalige Rancho La Laguna, auf deren Gebiet sich heute Wildomar befindet, entwickeln konnte.
Wenig später beschloss Franklin Heald, der die Gegend bereits zuvor bereist hatte, nahezu die ganze Rancho zu kaufen und sollte dafür an die London and San Francisco Bank 24.000 US-Dollar bezahlen. Nach einer Anzahlung von 1000 US-Dollar am 3. Juli 1883 konnte er William Collier und Donald Graham als Partner gewinnen. Am 24. September schließlich erwarben die drei das 51,93 km² große Gebiet dank einer Nachzahlung in Höhe von 7000 US-Dollar durch William Collier. Der Restbetrag wurde wenig später entrichtet.
Am 1. Januar 1884 wurde im heutigen Wildomar ein Eisenbahndepot errichtet. Es war einige Jahre in Betrieb.
Starke Regenfälle im Jahr 1884 beschädigten sowohl die Streckenabschnitte bei Temecula als auch am San Jacinto River und Railroad Canyon am Ufer des Lake Elsinores. Durch die finanziellen Verluste musste die Atchison, Topeka and Santa Fe Railroad die Strecke übernehmen und ließ sie 1885 runderneuern. Im Februar 1885 kauften Collier und Graham die Rechte von Franklin Heald an einem 11 km² großen Stück Land auf. Dieser erwarb seinerseits Besitzrechte an einem noch unverkauften Gebiet nördlich hiervon.
Im Dezember 1885 fertigten Collier und Graham eine Karte ihrer Siedlung an, die sie Wildomar nannten. Der Ortsname setzt sich zusammen aus den Namen seiner Gründer: "WIL" von William Collier, "DO" von Donald Graham und "MAR" von Margaret Collier Graham, der Ehefrau von Donald Graham und Schwester von William Collier.
1886 wurden sowohl eine neue Schule als auch ein Postamt und Eisenbahndepot errichtet. Nach 1887 entstanden zudem ein großes Hotel, ein Mietstall, eine Schmiede, mehrere Läden, eine Holzlagerstelle sowie ein Park. 1888 erhielten die Bewohner des Ortes eine methodistische Kirche. Im Oktober 1887 war mit Santa Rosa ein 6,1 km² großes Gebiet durch Abkauf nach Wildomar eingemeindet worden.
Mit Beginn des 20. Jahrhunderts bekam Wildomar seine eigene Zeitung, The Transcript. Während dieser Zeit wurde die Eisenbahnstrecke immer öfter überschwemmt und schließlich musste der Abschnitt von Temecula nach San Diego aufgegeben werden. Da Wildomar jetzt nur noch von Norden aus per Eisenbahn erreicht werden konnte und infolgedessen der Zugverkehr abnahm, verlangsamte sich die Entwicklung. 1935 kam der Schienenverkehr ganz zum Erliegen und die Gleise wurden entfernt; Wildomar wurde zu einem nahezu vergessenen Ort. Als 1985 die Interstate 15 durch Wildomar gebaut wurde, begann das Interesse an der Gemeinde zu steigen. Zum zweiten Mal begann Wildomar zu wachsen und neuen Wohlstand zu entdecken. Allein von 2000 bis 2010 konnte die sich Einwohnerzahl von 14.064 auf 32.176 mehr als verdoppeln.
Am 5. Februar 2008 stimmte die Mehrheit der stimmberechtigten Wähler dafür, den damaligen Census-designated place Wildomar zu einer City zu ernennen. Am 1. Juli desselben Jahres trat die Entscheidung in Kraft; seitdem ist Wildomar die 25. Stadt im Riverside County.

## Politik
Wildomar ist Teil des 36. Distrikts im Senat von Kalifornien, der momentan vom Republikaner Joel Anderson vertreten wird, und dem 64. und 66. Distrikt der California State Assembly, vertreten von den Demokraten Isadore Hall, III. und Al Muratsuchi. Des Weiteren gehört Wildomar Kaliforniens 49. Kongresswahlbezirk an, der einen Cook Partisan Voting Index von R+4 hat und vom Republikaner Darrell Issa vertreten wird.

## Söhne und Töchter der Stadt
- Christa B. Allen (* 1991), Schauspielerin
- Tori Kelly (* 1992), Singer-Songwriterin